# Andrzej Juskowiak
Andrzej Mieczysław Juskowiak, född den 3 november 1970 i Gostyń, Polen, är en polsk fotbollsspelare som tog OS-silver i fotbollsturneringen vid de olympiska sommarspelen 1992 i Barcelona.